# Dryadaula discatella
Dryadaula discatella är en fjärilsart som beskrevs av Walker 1864. Dryadaula discatella ingår i släktet Dryadaula och familjen äkta malar. Inga underarter finns listade i Catalogue of Life.